# Unter Knochen
Unter Knochen ist das fünfte Musikalbum der deutschen Metal-Band Totenmond. Es erschien 2004 über das Label Massacre Records.

## Entstehung
Den Aufnahmen ging eine dreijährige Pause voraus, die nach Angaben von Gitarrist und Sänger Pazzer „nichts […] mit der Band zu tun [habe]“, da „Totenmond […] nur ein Hobby von uns [sei] und das es auch immer bleiben [werde].“. Weiter bestand laut Pazzer die Arbeitsweise zur Entstehung des Albums darin, aus Langeweile mit der Band zu proben und so lange Lieder zu komponieren, bis genügend Material für ein Album vorhanden sei:

„Wir müssen uns mit wichtigeren Dingen als Totenmond beschäftigen, z. B. Geld verdienen […]. Wenn dann mal Zeit bleibt oder wir Langeweile haben, entstehen so Dinge wie freiwilliger Wille zum Proben, beim Proben entstehen Songs, wenn genügend Songs entstanden sind, entsteht ein Album – nichts weiter.“

Nachdem auf dem vorhergehenden Coveralbum Auf dem Mond ein Feuer noch Pazzer selbst den Bass gespielt hatte, trat für Unter Knochen ein mit dem Pseudonym „Senf“ bezeichneter Musiker in die Band ein. Die Aufnahmen fanden im „Soundgarden“-Studio in Hamburg statt, der Produzent war Chris von Rautenkranz unter Assistenz von Sarah E. Andresen.
Das Album wurde wie alle seine Vorgänger über Massacre Records veröffentlicht und erschien am 23. Februar 2004. Neben einer normalen Jewelcase-Version wurde das Album auch als erstes Werk der Band in zwei Fassungen mit einer Bonus-DVD veröffentlicht, welche die Band beim Einspielen von vier der auf dem Album enthaltenen Lieder im Studio zu sehen ist. Diese limitierte Fassung wurde sowohl im Jewelcase als auch im Digipack veröffentlicht. Wegen der enthaltenen DVD wurde das Album von der FSK geprüft und mit dem Hinweis „ohne Altersbeschränkung“ freigegeben.
Das Cover besteht aus dem Bandschriftzug und dem Albentitel in der gewohnten Frakturschrift sowie einer Zeichnung von Sonja Hölzle. Die Zeichnung zeigt ein überdimensionales gehörntes Wesen, welches einen aufgespießten Menschen über einem Feuer brät und dabei mit der linken Hand etwas über diese Person streut. Die CD sowie die beiliegende DVD sind mit einem Eisernen Kreuz verziert, dessen Unterseite jedoch länger ist, sodass das Kreuz mehr wie ein christliches Kreuz aussieht.
Erstmals finden sich auch zwei „Gegen-Nazis“-Logos im Booklet, sowie eine Widmung Pazzers an die „braunen Heulsusen, die auch für dieses Album ihr sauer verdientes Geld […] zum Wohle einer links anarchistischen Propaganda“ verschwendet haben. Die abschließende Grußformel „Heil Hinkel!“ ist eine Anspielung auf den Film Der große Diktator von Charlie Chaplin. Nach Angaben auf dem Cover ist das Album einem gewissen Helmut Z. gewidmet.

## Titelliste
1. Intro – 1:54
2. Unter Knochen – 4:45
3. Permafrost – 3:09
4. Zu Gast bei den Toten – 7:39
5. Hirdraußaischeimad – 1:50
6. Menschenfresser – 3:10
7. Leuchtquell – 5:03
8. Finster Mammut – 3:46
9. Unkraut – 4:16
10. Eiswalzer – 5:43
11. Der Ich-Parasit – 4:24
12. Kreuz oder Kopf – 15:10

## Musikstil und Textinhalte
Auf „Unter Knochen“ wird der musikalisch eingeschlagene Weg der Band konsequent weiterentwickelt, „die Songs sind [nun] ausgereifter als auf den ersten Releases, die recht schnell langweilig wurden“. Von den früher noch deutlich erkennbaren Punk-Einflüssen ist nun nichts mehr zu hören, „nur noch derber Grölgesang, überaus brachial dröhnende Gitarrenarbeit sowie druck- und machtvolles Schlagzeugspiel“. Auf „großartige Soundspielereien oder Sample“ wird jedoch verzichtet. Kalle Stille von der Zeitschrift Ox nannte in seiner Rezension zum Album den Musikstil der Band „völlig solofreie[n] Hardcorepunk in bester Discharge-Manier mit viel Doom und ausklingenden, kellergestimmten Gitarren, der mangels Etikett an Metallerpublikum verkauft wird. […] Das ist Punk, so rein wie ein 70%iger Klarer nur sein kann.“
Das letzte Lied Kreuz oder Kopf endet in einem „hexenartigen Monolog“, wobei auch Vergleiche zu „eine[r] wirre[n] Gedichtrezitation eines komplett durchgeknallten Klaus Kinski vor einer düster grollenden Geräuschkulisse“ gezogen wurden. Im Anschluss findet sich ein auf mehrere Minuten Stille folgender versteckter Bonus-Track, der als „eine Proberaumaufnahme mit Rumpelsound“ beschrieben wurde.
Wie bereits auf den beiden Vorgängeralben Reich in Rost und Auf dem Mond ein Feuer wird auf dem Album das von Pazzer bediente Musikinstrument als „Dreisaiter“ bezeichnet. Wie aus einem Interview mit Senf hervorgeht, handelt es sich dabei um eine E-Gitarre, deren obere drei Saiten entfernt wurden, was genug sei, da Pazzer „nich[t] Steve Vai [sei], der eine mehr brauch[e], sondern so stumpf, dass 3 völlig reichen.“
Textlich betrachtet bewegt sich das Album wieder auf dem Niveau der ersten drei Alben. Die von Pazzer verfassten Texte sind „schwierig zu deuten, geistig wohl am ehesten dem künstlerischen Klima der 20er Jahre verwandt, wo vom Expressionismus bis zu Blut-und-Boden-Dichtung plötzlich alles möglich wurde, aber immer eine leicht morbide Grundstimmung herrschte“. Im Interview sagte Pazzer, die Texte solle jeder für sich selber interpretieren, er erkläre seine Texte nie.